# Бензи (окръг, Мичиган)
Окръг Бензи (на английски: Benzie County) е окръг в щата Мичиган, Съединени американски щати. Площта му е 2227 km², а населението - 15 998 души (2000). Административен център е село Бюла.